# Plaça de l'Estació de Figueres
La Plaça de l'Estació de Figueres és una plaça pública del municipi de Figueres (Alt Empordà) inclosa en l'Inventari del Patrimoni Arquitectònic de Catalunya.

## Descripció
Es tracta d'una plaça jardí situada davant de l'estació de tren amb planta triangular. Per la seva forma triangular distribueix a la gent que arriba en tren cap als diferents carrers de la ciutat. Es troba limitada per parterres i plataners, i també té bancs. A l'interior trobem tres camins paral·lels als costats del triangle, que defineixen un espai central triangular enjardinat, amb una font circular amb una gran copa al centre de la qual surten tres grans peixos la boca dels quals són brolladors. Aquesta font dona lloc a un espai circular dintre del triangle central. Aquesta plaça dona accés a l'estació.

## Història
El 1879 es dugué a terme l'adquisició dels terrenys. Durant molt temps va ésser només un accés a l'estació. El propi urbanisme va anar definint-la i posteriorment va ésser enjardinada